# Barlig
Bontoc est une municipalité de 5e classe située dans la Mountain Province aux Philippines. Selon le recensement de 2010 elle est peuplée de 5 838 habitants.

## Barangays
Barlig est divisée en 11 barangays.
- Chupac
- Fiangtin
- Kaleo
- Latang
- Lias Kanluran
- Lingoy
- Lunas
- Macalana
- Ogoog
- Gawana
- Lias Silangan

## Démographie
| Année | Habitants | Évolution |
| ----- | --------- | --------- |
| 1995  | 7 477     | -         |
| 2000  | 6 351     | -15,06 %  |
| 2007  | 6 168     | -2,88 %   |
| 2010  | 5 838     | -5,35 %   |